# Czeka
Czeka, CzK, WCzK (ros. Всероссийская чрезвычайная комиссия по борьбе с контрреволюцией и саботажем при СНК РСФСР, ЧК, ВЧК) – akronim nazwy tajnej policji w Rosji Sowieckiej w latach 1917–1922.
Początkowo nosiła pełną nazwę Wsierossijskaja czriezwyczajnaja komissija po bor’bie s kontrriewolucyjej i sabotażom (Wszechrosyjska Komisja Nadzwyczajna do Walki z Kontrrewolucją i Sabotażem), od sierpnia 1918 roku Wsierossijskaja czriezwyczajnaja komissija po bor’bie s kontrriewolucyjej, spiekulacyjej i priestupleniami po dołżnosti (Всероссийская чрезвычайная комиссия по борьбе с контрреволюцией, спекуляцией и преступлениям по должности; Wszechrosyjska Komisja Nadzwyczajna do Walki z Kontrrewolucją, Spekulacją i Nadużyciami Władzy), zwana potocznie Czeka, lub Czeriezwyczajka. Z owej nazwy wyszło potoczne określenie funkcjonariuszy, pracowników – czekiści (czekista); także obecnie często tak są nazywani funkcjonariusze organów bezpieczeństwa państwowego: Komitetu Bezpieczeństwa Państwowego (KGB), Federalnej Służby Bezpieczeństwa (FSB) oraz Służby Wywiadu Zagranicznego (SWR).

## Powołanie WCzK i nadzór polityczny
Prapoczątkiem WCzK był powołany 12 października?/25 października 1917 przez KC SDPRR(b) Komitet Wojskowo-Rewolucyjny (KW-R) przy Piotrogrodzkiej Radzie Delegatów Robotniczych i Żołnierskich, którym kierowali Pawieł Łazimir (lewicowy eserowiec) i jego zastępca Nikołaj Podwojski (bolszewik).
21 października?/3 listopada 1917 przy KW-R powołano pięcioosobową grupę (komitet 5) do walki z kontrrewolucją, która opracowała koncepcje utworzenia specjalnego organu o tym charakterze. W połowie grudnia 1917 roku Komitet 5 pod wpływem bolszewików uległ samorozwiązaniu, lecz koncepcja utworzenia organu bezpieczeństwa państwowego została przestudiowana i przyjęta.
7 grudnia?/20 grudnia 1917 utworzono pierwszą strukturę organizacyjno-administracyjną, stanowiącą podłoże późniejszej, właściwej WCzK, była to Wszechrosyjska Komisja Nadzwyczajna przy Radzie Komisarzy Ludowych do Walki z Kontrrewolucją i Sabotażem.
W sierpniu 1918 podporządkowanie Komisji zostało zmienione, podobnie nazwa – zmieniona na Wszechrosyjską Nadzwyczajną Komisję do Walki z Kontrrewolucją, Spekulacją i Przestępstwami Nadużycia Władzy.

## Kierownictwo WCzK i główna siedziba
Na czele kolegium komisji stanął Polak, z pochodzenia szlachcic, bardzo doświadczony w pracy konspiracyjnej – Feliks Dzierżyński, szybko zyskał sobie (nie bez powodu) przydomek Żelazny Feliks i poparcie Lenina, który doceniał takich ludzi. Potrzebni mu byli do sterroryzowania społeczeństwa, przywrócenia totalnej kontroli nad nową powstałą Robotniczo-Chłopską Armią Czerwoną i zaprowadzenia porządku w Rosji Bolszewickiej rozdartej przez I wojnę światową oraz bardzo krwawą wojnę domową za pomocą bezwzględnego terroru. Pokazywał bezwzględność co do pokonanych wrogów rozstrzeliwaniem zakładników, masowymi egzekucjami. Dzierżyński sprawował stanowisko przewodniczącego WCzK z małymi przerwami do 6 lutego 1922 roku.
Po reorganizacji WCzK i włączeniu jej do struktur istniejącego już od końca października 1917 roku Ludowego Komisariatu Spraw Wewnętrznych Rosyjskiej Socjalistycznej Federacyjnej Republiki Radzieckiej (NKWD RFSRR) jako Państwowy Zarząd Polityczny przy Ludowym Komisariacie Spraw Wewnętrznych Rosyjskiej Federacyjnej Socjalistycznej Republiki Radzieckiej (GPU NKWD RFSRR, GPU). Feliks Dzierżyński był wówczas Komisarzem Spraw Wewnętrznych i Przewodniczącym GPU. W listopadzie 1923 roku, Państwowy Zarząd Polityczny (GPU) wyodrębniono ze struktur NKWD RFSRR i na jego bazie powołano Zjednoczony Państwowy Zarząd Polityczny (OGPU) bardzo poszerzając wpływy owego organu i podporządkowano Radzie Komisarzy Ludowych już ZSRR.
Dzierżyński kierował tą instytucją aż do śmierci w 1926 roku. Oprócz centralnego organu WCzK, istniały terenowe komisje nadzwyczajne CzK.

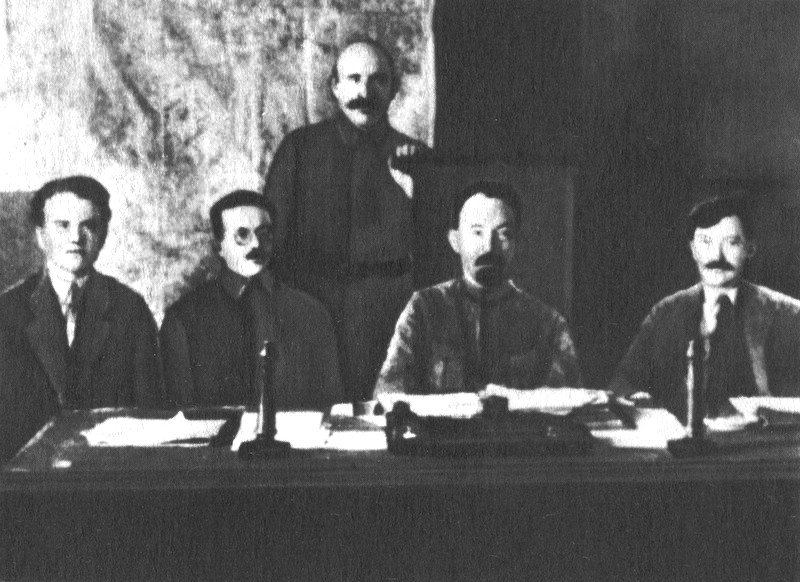
Kierownictwo WCzK (od lewej): Jēkabs Peterss, Józef Unszlicht, Abram Bieleńkij, Feliks Dzierżyński i Wiaczesław Mienżynski, 1921

Kierowniczym organem Czeki było Kolegium Komisji zatwierdzone pod koniec lipca 1920 roku. W skład owej Komisji i wcześniej ścisłego kierownictwa Czeki wchodzili: Feliks Dzierżyński, Łotysze Jēkabs Peterss i Mārtiņš Lācis, Polak Stanisław Messing, Rosjanie Iwan Ksienofontow (1919-21 zastępca Dzierżyńskiego), Michaił Kiedrow, Fiodor Fomin oraz Żyd polskiego pochodzenia Józef Unszlicht, który w kwietniu 1921 roku objął stanowisko jednego z zastępców Feliksa Dzierżyńskiego, Warłaam Awaniesow, Wasilij Mancew, Filipp Miedwied, Nikołaj Zimin, Wiaczesław Mienżynski i Gienrich Jagoda.
Główną siedzibą pierwszych bolszewickich organów bezpieczeństwa państwowego WCzK (centrala) w Piotrogrodzie (od 1924 roku Leningrad, d. Sankt-Petersburg – Petersburg), był wcześniejszy gmach petersburskiego gradonaczalnika (miejskiego gubernatora i komendanta policji) przy ulicy Gorochowaja 2. 12 marca 1918 roku siedziba została przeniesiona do Moskwy do budynku byłego towarzystwa asekuracyjnego „Jakor” („Kotwica”) przy ulicy Wielka Łubianka 11, a następnie do pomieszczeń byłej firmy ubezpieczeniowej „Rossija” pod nr 2. Nazwa Łubianka stała się synonimem radzieckich następnie rosyjskich organów bezpieczeństwa. Dziś ma tam siedzibę Federalna Służba Bezpieczeństwa Federacji Rosyjskiej.

## Pierwsze zadania
Rada Komisarzy Ludowych ściśle określiła zadania WCzK, początkowo składające się z trzech punktów:
1. Ścigać i likwidować wszystkie akcje kontrrewolucyjne i sabotażowe na obszarze całej Rosji, bez względu na to kto je organizował.
2. Oddawać pod sąd Trybunału Rewolucyjnego wszystkich sabotażystów i kontrrewolucjonistów.
3. Przeprowadzać wstępne dochodzenia, jeśli byłyby one konieczne do zachowania bezpieczeństwa[3].

W rzeczywistości kompetencje i zadania WCzK były nieograniczone, spełniała nie tylko funkcję policji politycznej, ale także sądu i kata. Czeka przeprowadzała wysiedlenia i konfiskaty mienia, ścigała przestępstwa pospolite, walczyła ze spekulacją, pełniła funkcję cenzora prasy i wydawnictw, zajmowała się bezpośrednią ochroną rządu i partii.
Po pierwszych aresztowaniach ludowy komisarz (minister) sprawiedliwości Isaak Sztejnberg zwolnił aresztantów i zażądał uzgadniania z nim działań CzK. Spór kompetencyjny Rada Komisarzy rozstrzygnęła na rzecz czekistów, Komisja miała jedynie powiadamiać resorty sprawiedliwości i spraw wewnętrznych o aresztowaniach mających ważne polityczne znaczenie (a fortiori aresztowania pozbawione takiego znaczenia były zwolnione spod wszelkiego nadzoru). Rada miała też rozwiązywać konflikty między Komisją i wymiarem sprawiedliwości, wniesienie skargi nie wstrzymywało zaskarżonego działania. Później na wniosek Sztejnberga Rada Komisarzy zarezerwowała prowadzenie śledztw dla komisji przy Trybunale, CzK miała zaś skupić całość prac ścigania, powstrzymywania i zapobiegania przestępczości. Rozróżnienie to było w praktyce pozbawione większego znaczenia, wkrótce Sztejnberg wraz z innymi ministrami z partii lewicowych eserów odeszli z rządu (część członków tej partii, w tym Jakow Blumkin, pozostała natomiast w CzK).
21 lutego 1918 dekret Socjalistyczna Ojczyzna w niebezpieczeństwie wprowadzał rozstrzelanie bez sądu dla agentów wroga, spekulantów, grabieżców, chuliganów, kontrrewolucyjnych agitatorów
24 lutego 1918 roku ustanowiono tzw. trójki, które pełniły funkcję trybunałów rewolucyjnych, cztery miesiące później przywrócono karę śmierci, czego domagał się Lenin (kara śmierci została zniesiona w Rosji po rewolucji lutowej). Pierwszych egzekucji dokonano w Piotrogrodzie (Sankt Petersburg) w tamtejszej twierdzy Pietropawłowskiej. W latach funkcjonowania WCzK prawdopodobnie podobnych egzekucji wykonano aż 500 tysięcy. Rozpoczęło się organizowanie pierwszych łagrów, które podzielono na obozy pracy i koncentracyjne.

## Sytuacja władz i wojsk bolszewickich oraz koncepcja powstania organów bezpieczeństwa państwowego

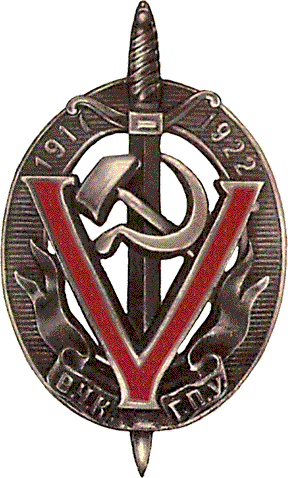
Honorowa odznaka z okazji pięciolecia WCzK-GPU

W latach powstania Czeki sytuacja bolszewików w trwającej wojnie domowej w Rosji była bardzo zła, można powiedzieć dramatyczna. Przeciwko powstałej początkowo słabej i nielicznej Armii Czerwonej, jej przeciwnicy „Biali” sformowali szereg armii oraz skłóconych z sobą ośrodków politycznych. Najpoważniejsze siły „białych” m.in. siły generała Jewgienija Millera, admirała Aleksandra Kołczaka, generała Nikołaja Judenicza, oraz siły dowodzone kolejno przez generałów Ławra Korniłowa, Antona Denikina i Piotra Wrangla.
Samo utworzenie bolszewickiego aparatu bezpieczeństwa nie wystarczało. Lenin i Feliks Dzierżyński wiedzieli, że musi być to nie tylko aparat bezpieczeństwa, lecz przede wszystkim aparat terroru, działający bez jakichkolwiek skrupułów i na niespotykaną do tej pory skalę.
Aby sterroryzować społeczeństwo, które nie chciało się pogodzić z nową władzą zastosowano bardzo brutalne środki wobec niepokornego społeczeństwa i w szeregach Armii Czerwonej, zaś aby zapobiec masowym dezercjom, wprowadzono terror i żelazną dyscyplinę powodując strach, poprzez straszliwe tortury i masowe egzekucje. Aby tego dokonywać, Czeka musiała posiadać odpowiednich ludzi, a przede wszystkim scentralizowany system organizacyjny, opierający się na wyspecjalizowanych komórkach terroru i nowej administracji politycznej, który dopilnowałby i wykonałby owe zadania oraz wziąłby pod nadzór terenowe jednostki nowo powstałego aparatu.

## Struktury organizacyjne WCzK w latach 1917–1921 i liczba personelu oraz wojsk
Początkowa organizacja strukturalna na szczeblu centralnym Czeki była bardzo często zmieniana, zwłaszcza w pierwszym roku istnienia Czeki. Pierwsza organizacja centrali obejmuje czas od powstania CzeKi, czyli od października 1917 roku do połowy 1921 roku – czasy tzw. Czerwonego terroru, totalnej destabilizacji kraju i wojny domowej – oraz w latach 1921–1922, kiedy uznano, że Czeka potrzebuje przeformowania na szczeblu centralnym i terenowym.
Pierwsza organizacja centrali CzeKi z bardzo częstymi zmianami przedstawiała się następująco:
Organami kierowniczymi i sądowymi Komisji były
- Przewodniczący to stanowisko sprawowali:

1. Feliks Dzierżyński (20 grudnia 1917 – 6 lipca 1918)
2. Mārtiņš Lācis lub Martin Łacis (p.o.) (6 lipca 1918)
3. Jakow Peters (p.o.) (7 lipca – 22 sierpnia 1918)
4. Feliks Dzierżyński (22 sierpnia 1918 – 6 lutego 1922; od 30 marca 1919 roku pełnił także funkcję ludowego komisarza spraw wewnętrznych (NKWD RFSRR))

- zastępcy przewodniczącego: m.in.:

1. Wiaczesław Aleksandrowicz (21 stycznia – 8 lipca 1918)
2. Jakow Peters (22 sierpnia 1918 – marzec 1919)
3. Iwan Ksienofontow (27 marca 1919 – 1921)
4. Józef Unszlicht (5 kwietnia 1921 – 6 lutego 1922)

- Sekretarz – Wieniamin (Benjamin) Gerson 1921, późniejszy sekretarz Dzierżyńskiego przy GPU NKWD RFSRR

- Kolegium Komisji – w zatwierdzonym 29 lipca 1920 roku składzie Kolegium znajdowali się: Feliks Dzierżyński, Michaił Kiedrow, Jakow Peters, Warłaam Awaniesow, Iwan Ksienofontow, Wasilij Mancew, Filipp Miedwied, Martin Łacis (lub Lacis), Nikołaj Zimin, Wasilij Korniew, Wiaczesław Mienżynski oraz Gienrich Jagoda i Abram Bieleńki.

- Prezydium Komisji – przy Prezydium działał Wydział Operacyjny (Opieratiwnoje Otdielenije), który w październiku 1920 roku przekształcono w Wydział Specjalny (Spiecyalnoje Otdielenije), zajmował się on ochroną działaczy partyjnych oraz ochroną obiektów partyjnych i rządowych. Naczelnikiem od 1921 do 1924 roku był Abram Bieleńkij. W sierpniu 1920 roku przy Prezydium powstała także Jednostka (komórka) Śledcza (Slestwiennaja czast’), która zajmowała się postępowaniem śledczym i karnym wobec funkcjonariuszy Czeki. Pierwszym naczelnikiem był Władimir Feldman (sierpień 1920 – 6 lutego 1922), późniejszy naczelnik Szkoły GPU.

- Sztab Wojskowy

- Specjalny Trybunał Rewolucyjny – utworzony 24 października 1919 roku, funkcjonował do 16 lipca 1920 roku

- Kancelaria Ogólna

Komórki Administracyjno-Gospodarcze i Operacyjno-Czekistowskie
- Oddział Organizacyjny (Organizacyonnyj Otdieł) – utworzony 20 grudnia 1917 roku, odpowiadał m.in. za metody i użycie środków do prowadzenia walki. W marcu 1918 roku nazwa została zmieniona na Oddział Terenowy (Inogorodnyj Otdieł). Oddział Terenowy składał się m.in. z następujących Wydziałów (Oтделении): Instruktorki, łączności i innych jednostek m.in.: Biur – informacyjnego, ochrony granic i kolejowego. Naczelnikiem Oddziału Terenowego od jego utw. do grudnia 1918 był Wasilij Fomin. W grudniu nastąpiła kolejna zmiana nazwy na Oddział Instruktorski [patrz niżej].

- Oddział do walki z Kontrrewolucją i Sabotażem (Odtieł po bor’bie s kontrriewolucyjej i Sabotażem) – utworzony 20 grudnia 1917 roku do zwalczania elementów antypaństwowych i antyrewolucyjnych, od 9 kwietnia 1918 roku zajmował się także kontrwywiadem w Armii Czerwonej. W lutym 1919 zmieniono nazwę na Oddział Tajny (Siekrietnyj Otdieł) [patrz niżej].

- Oddział Informacyjny – utworzony 20 grudnia 1917 roku do zbierania informacji o przeciwnikach nowej władzy bolszewickiej, kontrrewolucjonistach i sabotażystach

- Oddział do Walki ze Spekulacją – utworzony 11 lub 24 grudnia 1917 roku, w pierwszej połowie 1918 roku naczelnikiem był Wasilij Fomin.

- Oddział Gospodarczy – utw. w grudniu 1917 roku, pierwszym naczelnikiem był Jeliemianow.

- Komendantura – utw. w grudniu 1917 roku, kierownikami byli m.in. Dabol oraz Wilperson, komendantura była odpowiedzialna m.in. za wykonywanie wyroków śmierci; później zajmowały się tym komendantury więzienne.

- Oddział Taboru Samochodowego – utw. w grudniu 1917 roku.

- Oddział Więzienny – utw. w grudniu 1917 roku, naczelnik – m.in. Jawsiejew.

- Oddział Łączności: utw. w grudniu 1917 roku, naczelnik – m.in. Jakuszenko.

- Biuro Kontrwywiadowcze WCzK (Kontrrazwiedywatielnoje Biuro, KRB) – utworzone 12 stycznia 1918 roku, odpowiedzialne za zwalczanie szpiegostwa. Kierownicy Konstantin Szewaro-Wójciski do marca 1918 roku, Feliks Dzierżyński od marca do czerwca 1918. Od maja 1918 roku działało jako Wydział do Walki ze Szpiegostwem w ramach Oddziału do Walki z Kontrrewolucją i Sabotażem pod kierownictwem Jakowa Blumkina. Wydział istniał tylko do 6 lipca, potem walkę ze szpiegostwem przejął nowo utworzony Pododdział Wojskowy na czele z Januszewskijm, w grudniu 1918 przemianowany na Oddział Wojskowy – Wojennyj Otdieł [patrz niżej].

- Oddział do Walki z Nadużyciami Władzy – utw. 20 stycznia 1918 głównym zadaniem oddziału było zwalczanie korupcji, naczelnikami oddziału byli m.in. Wiaczesław Aleksandrowicz, A. I. Puzyriew i G. M. Miełamied.

- Biuro Informacji – utw. w marcu 1918 roku, zaraz potem zmieniono nazwę na Biuro Informacji i Skarg (Biuro Sprawok i Żłob).

- Korpus Wojsk WCzK – istniejący od 15 lipca 1918 roku, dowódcami byli m.in. przewodniczący Czeki Dzierżyński, a od stycznia do kwietnia 1921 roku – Wasilij Korniew.

- Oddział Kolejowy (Żeledznodorożnyj Otdieł), następnie Oddział Transportowy – utworzony 7 sierpnia 1918 roku do zapewnienia bezpieczeństwa na kolei, 10 października 1919 roku przemianowany na Oddział Kolejowy, potem transportowy, przeznaczony do walki z dywersją, sabotażem i bandytyzmem w transporcie kolejowym i wodnym. Naczelnikami byli: Iwan Żukow (listopad 1918 – 11 stycznia 1919), Wasilij Fomin (11 stycznia – marzec 1919), Iwan Czugurin (marzec – wrzesień 1919), F. P. Slusarenko (wrzesień – październik 1919), Iwan Żukow (październik – listopad 1919), S. T. Kowyłkin (listopad 1919 – styczeń 1920), J. S. Haneckij (styczeń – luty 1920), Nikołaj Zimin (luty – listopad 1920).

- Oddział Rejestracyjno-Sprawozdawczy (Riegistracyonno-sprawocznyj Otdieł) – utworzony 1 września 1918 roku, odpowiedzialny za kartotekę, gromadzenie informacji od innych komórek CzeKa i odpowiednie wykorzystanie ów informacji. W lipcu 1919 roku naczelnikiem był J. M. Rocen. Na początku lat 20. przemianowany na Oddział Rejestracyjno-Statystyczny i włączony do Oddziału Operacyjnego w ramach Zarządu Tajno Operacyjnego SOU CzeKi.

- Oddział Śledczy – utw. 22 listopada 1918 roku, przejął on zadania od wydziałów, sekcji Śledczych przy poszczególnych oddziałach, naczelnikiem od jego utworzenia do rozwiązania w marcu 1919 roku był Siergiej Urałow. Zorganizowany ponownie już 26 czerwca 1919 roku z takimi samymi zadaniami, czyli odciążenie innych komórek CzeKi od pracy śledczej. Naczelnikami Sledstwiennyjego Otdieła byli: Ch. W. Pines (26 czerwca – lipiec 1919), M. K. Ichnowskij (lipiec – wrzesień 1919), G. M. Priworotskij (wrzesień – listopad 1919), Grigorij Moroz (21 listopada 1919 – 7 czerwca 1920), P. P. Waleskjan (7 kwietnia 1920 – 18 stycznia 1921), Władimir Feldman (18 stycznia 1921 – 6 lutego 1922).

- Oddział Wojskowy (Военный Отдел) – odpowiedzialny za kontrwywiad wojskowy, został zorganizowany 20 grudnia 1918 roku, z połączenia Oddziału I Zarządu Rejestracyjnego Sztabu Polowego [RWSR] i Pododdziału Wojskowego Oddziału do Walki z Kontrrewolucją i Sabotażem. Naczelnikiem był Michaił Kiedrow, już na początku stycznia 1919 roku przemianowany na Oddział Specjalny Osobyj Otdieł (OO) [patrz niżej]. Dzień 20 grudnia (utworzenie Oddziału Wojskowego) jest do tej pory obchodzony w rosyjskich służbach specjalnych jako święto kontrwywiadu wojskowego.

- Oddział Operacyjny (Opierot, Opieratywnyj Otdieł) – utworzony 23 grudnia 1918 roku z zadaniami przeprowadzania rewizji, aresztowań oraz dokonywania obserwacji zewnętrznej. Pierwszym naczelnikiem był Mykoła Skrypnyk.

- Oddział Specjalny Osobyj Otdieł (OO) – utworzony 1 stycznia 1919 roku z Oddziału Wojskowego (patrz wyżej). Miał za zadanie prowadzenie kontrwywiadu wojskowego i ogólnego, zwalczaniem kontrrewolucji i szpiegostwa w szeregach Armii Czerwonej urzędach wojskowych. Prowadził także działania inwigilacyjne wobec wyższych dowódców RKKA, badanie nastrojów w szeregach wojska oraz, od końca 1920, zajmował się ochroną i kontrwywiadowczym zabezpieczeniem granic. Kierownictwo OO CzeKi i poszczególnych Wydziałów (naczelnicy, kierownicy) składało się z funkcjonariuszy, którzy później odegrali ogromną rolę w funkcjonowaniu bolszewickich organów bezpieczeństwa państwowego. Naczelnikami OO WCzK byli Michaił Kiedrow, Feliks Dzierżyński; zastępcą naczelnika, a następnie naczelnikiem był Wiaczesław Mienżyński. W strukturach Oddziału Specjalnego były wydziały tematyczne, wydziały numerowano-geograficzne, biura, zarządy i sekcje, m.in.:
  - Biuro Przepustek
  - Wydział Ogólny
  - Wydział Organizacyjno-Kontrolny
  - Wydział 13 – odpowiedzialny za kontrwywiad przeciwko Finlandii, Estonii, Litwie oraz Polsce i Rumunii; kier. P. W. Ejdukiewicz
  - Wydział 14 – prowadził kontrwywiad w kierunku wschodnim, kierownicy M. G. Kałużskij, Solomon Mogilewskij, następnie, od 1921 do wiosny 1922 roku, naczelnik wywiadu zagranicznego, czyli INOstrannyj Otdieł – INO
  - Wydział 15 – odpowiedzialny za kontrwywiad przeciwko krajom Europy Zachodniej, kierownik – Szczepkin
  - Wydział 16 (specjalny) – kontrwywiadowcze zabezpieczenie w Armii Czerwonej, kierownik – Jakow Agranow
  - Wydział 17 – nadzór kontrwywiadowczy nad byłymi oficerami carskimi, kierownik – Kalin
  - Zarząd Organizacyjny – naczelnik Gienrich Jagoda
  - Oddział Straży Granicznej – włączony później do Zarządu Wojsk WCzK
  - Sekcja Zagraniczna – utworzona w kwietniu 1920, zajmująca się politycznym i wojskowym wywiadem agenturalnym za granicą oraz terenach zajętych przez Białe Armie i wojska interwencyjne, zadaniem głównym agentury było infiltracja dowództw wojskowych (sztabów) i kierownictw białogwardyjskich. Odgrywała dużą rolę w penetracji wroga za pomocą wywiadu agenturalnego w całej CzeKa, dlatego też szefowi ów Sekcji nadano status naczelnika; naczelnikiem Sekcji był m.in. Ludwig Skujskumbre (kwiecień – grudzień 1920).

Od lutego 1919 roku naczelnik Oddziału Specjalnego Czeki stał się jednocześnie szefem tzw. Zarządu Oddziałów Specjalnych (Uprawlenija Osobogo Otdieła), w skład którego wchodziły i któremu podlegały ponadto: Oddziały Specjalne gubernialnych jednostek WCzK, oddziały specjalne frontów i armii oraz wszelkie inne wydziały i placówki specjalne.
- Oddział Instruktorski – utworzony w styczniu 1919 roku Oddział Instruktorski (Instruktorskij Otdieł) do kontaktów z terenowymi jednostkami CzK. Dawny Inogrodnyj Odtieł (terenowy) [patrz wyżej], naczelnik Grigorij Moroz.

- Oddział Tajny (Siekrietnyj Otdieł – SO) – utworzony 24 lutego 1919 roku na bazie byłego Odtieła po bor’bie s kontrriewolucyjej. Oddział Tajny zwalczał jakiekolwiek odchylenia kontrrewolucyjne wśród drobnej burżuazji oraz inteligencji i duchowieństwa. Nazwa ów komórki była często zmieniana – już w czerwcu 1919 roku nazwa została zmieniona na Oddział Tajno-Operacyjny (Siekrietno-Opieratiwnyj Otdieł – SOO), a od stycznia 1921 ponownie na Oddział Tajny (Siekrietnyj Otdieł – SO), lecz z dodatkowymi zadaniami – walka z antyradzieckimi partiami, organizacjami i ugrupowaniami politycznymi. Naczelnikami SO/SOO i ponownie SO byli Nikołaj Skrypnik, Aleksandr Ejduk, Siergiej Urałow, Martin Lacis lub Łacis.

- Oddział do Walki z Międzynarodowym Szpiegostwem (Otdieł po bor’bie z mieżdunarodnym szpionażem) – reaktywowany w maju 1919 roku, [patrz wyżej Biuro Kontrwywiadowcze WCzK]. Naczelnikiem reaktywowanej komórki został Jakow Blumkin.

- Oddział Ekonomiczny (Ekonomiczeskij Odtieł) – utw. 30 września 1919 roku, odpowiedzialny za walkę z kontrrewolucją, aktami dywersji i sabotażu oraz szpiegostwem w sektorze przemysłowym. Zorganizowany był w 15 wydziałów specjalnych i 5 innych jednostek operacyjnych, naczelnicy: m.in. S. M. Ter-Gabrieljan i Nikołaj W. Krylenko (nie mylić z Nikołajem Wasilewiczem Krylenko ludowym komisarzem sprawiedliwości ZSRR).

- Zarząd Obozów (Uprawlenije Łagieriami) – utw. 5 września 1919 roku, nadzorował powstające obozy pracy przymusowej w Rosji bolszewickiej; pierwszy naczelnik – Filipp D. Miedwied (maj – grudzień 1919).

- Biuro Prawne (Juridiczeskoje Biuro) – utw. 6 kwietnia 1920 roku; naczelnicy – m.in. M. M. Łuckij i Władimir Feldman.

- Zarząd Organizacyjny (Uprawlenije Diełami – UD) – utw. 13 września 1920 roku z połączenia byłych oddziałów, m.in. taboru samochodowego, więziennego, ogólnego, statystycznego, łączności, gospodarczego oraz komendantury i medycznego [patrz wyżej]. Naczelnikiem był bardzo doświadczony czekista, późniejszy szef NKWD, Gienrich Jagoda.

- Oddział Administracyjno-Organizacyjny (Administratiwno-Organizacyonnyj Odtieł) – utw. 21 września 1920 roku, jego naczelnikiem był L. M. Braginskij (21 września – grudzień 1920). Składał się z dwóch oddziałów; administracyjnego i organizacyjnego, 1 grudnia 1920 roku, po włączeniu do niego wydziałów administracyjnych Oddziałów Specjalnego i Transportowego, przemianowany na Zarząd Administracyjno-Organizacyjny (Administratiwno-Organizacyonnoje Uprawlenije) z zadaniami: rozporządzenie o strukturze organizacyjnej, nabór pracowników (co pozwalało na dużo głębsze prześwietlenie kandydatów), przygotowanie kadr oraz kontrola jednostek terenowych CzK. Pierwszym naczelnikiem Oddziału następnie Zarządu Administracyjno-Organizacyjnego został Iwan Apeter.

- Oddział Zagraniczny (Inostrannyj otdieł – INO) – utworzony rozkazem nr 169 przez przewodniczącego CzeKa Feliksa Dzierżyńskiego; powstał na bazie Sekcji Wywiadowczej Oddziału Specjalnego (Osobogo Otdieła – OO) (prowadzenie wywiadu za granicą) i podporządkowany szefowi OO. Naczelnicy INO – Jakow Dawtian (Dawidow), Ruben Katanian (jako pełniący obowiązki podczas miesięcznej nieobecności Dawtiana) oraz Solomon Mogilewski (Mogilewskij). Tuż po utworzeniu INO struktura organizacyjna była dość prosta, składała się m.in.: naczelnika, jego zastępcy, kancelarii, Wydziału Agenturalnego, Wydziału Zagranicznego i Biura Wiz.

W miesiąc po ustanowieniu WCzK miała 23 osoby personelu. W 1920 roku liczyła już 27 tysięcy ludzi, a w 1921 roku, w momencie zakończenia wojny domowej, 310 tysięcy funkcjonariuszy cywilnych. Obok tego 137 tysięcy żołnierzy w wojskach wewnętrznych i 94 tysięcy w jednostkach frontowych.
Inne źródła mówią m.in., że na początku lat 20. XX wieku, WCZEKA liczyła około 31 pracowników kadrowych. Według rozkazu Rewolucyjnej Rady Wojennej (Rewwojensowieta) nr 1468/261 z 15 lipca 1921 roku, stan oddziałów wojskowych podporządkowanych organom bezpieczeństwa wynosił około 200 tysięcy żołnierzy. Wojska Czeka składały się z 11 brygad pogranicznych, 3 samodzielnych pułków, 687 samodzielnych batalionów, 4 samodzielnych oddziałów, 2 oddziałów lotniczych, 7 szwadronów i 4 samodzielnych kompanii.

## Czerwony terror

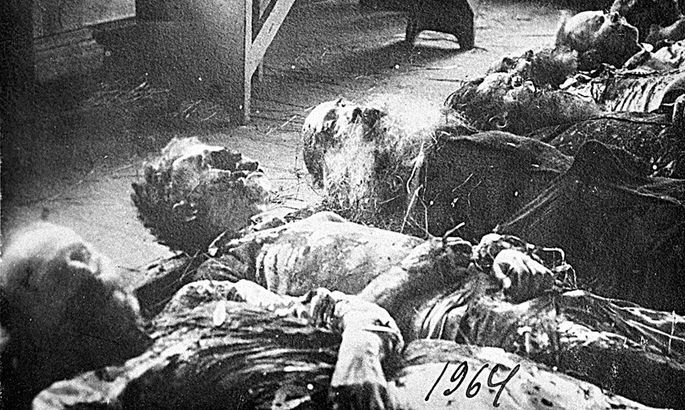
Ofiary Czeka w Tartu, 1919

Korzystając z pretekstu, jakim był nieudany zamach na Lenina, Czeka rozpoczęła tzw. czerwony terror, co pozwoliło na stosowanie takich metod jak branie zakładników i na niespotykaną do tej pory skalę masowe egzekucje. Dzierżyński wydał osobisty rozkaz, aby do masowych egzekucji na kontrrewolucjonistach wykorzystywać karabiny maszynowe.
W Piotrogrodzie wydawano tak wiele wyroków śmierci, że skazanych wiązano parami, ładowano wieczorami na drewniane barki, które wyprowadzano na wody Zatoki Fińskiej, i tam zatapiano. Kiedy powiewał zachodni wiatr, ciała wpływały do portu w Kronsztadzie.
Orlando Figes pisze:

Każdy lokalny oddział Czeki miał własną specjalność. W Charkowie upodobano sobie „numer z rękawiczką” – parzono dłonie ofiar wrzątkiem, aż pokryta pęcherzami skóra dawała się zdjąć: ofiarom pozostawały obdarte do żywego mięsa, krwawiące dłonie, a torturującym „rękawiczki z ludzkiej skóry”. Czeka w Carycynie przepiłowywała ofiarom kości. W Woroneżu umieszczano nagie ofiary w nabijanych gwoździami beczkach, które potem toczono. W Armawirze miażdżono czaszki, zaciskając wokół głowy ofiary skórzany pas z żelaznym sworzniem. W Kijowie przymocowywano do tułowia ofiary klatkę ze szczurami i ją podgrzewano, tak że rozjuszone zwierzęta wgryzały się w jelita, szukając drogi ucieczki. W Odessie przykuwano ofiary łańcuchami do desek i powoli wsuwano do pieca albo zbiornika z wrzątkiem. Ulubioną zimową torturą było oblewanie wodą nagich ofiar dopóty, dopóki nie zamieniły się one w żywe lodowe posągi. Wielu funkcjonariuszy Czeki preferowało tortury psychologiczne. Jeden z nich kazał prowadzić ofiary rzekomo na egzekucję, po czym strzelano do nich ślepymi nabojami. Inny kazał grzebać ofiary żywcem albo wkładać do trumny z cudzymi zwłokami. Niektórzy zmuszali do patrzenia, jak się torturuje, gwałci lub zabija bliskie ofiarom osoby.

Zaprowadzanie wewnętrznego porządku wiązało się często z bezmyślnymi, przerażającymi okrucieństwami ze strony Czeki. Opisał je w swym pamiętniku Sidney Reilly, który przebywał w Rosji w czasie rewolucji październikowej:

Akcje CzeKa prowadzone były z taką brutalnością i bezwzględnością, jakich nie może pojąć cywilizowany umysł. Pewnego razu, gdy lokatorzy ze strachu nie zdjęli łańcucha z drzwi, czekista rzucił przez szparę granat. Innym razem nikt nie odpowiadał na łomotanie, stara kobieta była przykuta do łóżka z powodu paraliżu, który nastąpił gdy na jej oczach zamordowano jej męża, jeden z czekistów zniecierpliwiony czekaniem rzucił w drzwi granatem, który eksplodując za blisko ciężko ranił pięciu funkcjonariuszy. Powrócili tej samej nocy i w odwecie zarżnęli starą kobietę.

Dokładna liczba ofiar czerwonego terroru jest trudna do oszacowania. Aresztowano w tym czasie około 400 tysięcy osób. Według danych samej Czeki w latach 1918–1921 rozstrzelano 50 tysięcy ludzi. Należy do tego jednak doliczyć zamordowanych w wyniku nadużyć i samowolnych egzekucji. Dodatkowo liczba ta nie obejmuje zmarłych w więzieniach i obozach oraz poległych i zmarłych od ran w walkach z formacjami frontowymi Czeki. Według ostatnich ustaleń historyków przyjmuje się, że liczba ofiar śmiertelnych mogła wynosić około 250 tysięcy. Zatem była ona prawdopodobnie wyższa niż liczba poległych w trakcie całej wojny domowej.

## Końcowa organizacja strukturalna (konsolidacja)
Od początku 1921 roku zaczął postępować proces konsolidacji centralnych i terenowych struktur organizacyjnych Komisji, wyrażający się koncentracją tworzonych do tej pory jednostek w większe, jednolite zgrupowania funkcjonalne, które przetrwały do końca istnienia WCzK.
Kierownictwo przedstawione jest powyżej, lecz zmiany były duże. Polegały na utworzeniu potężnych zarządów operacyjnych z oddziałami w ich strukturach, oraz mniejszych zarządów organizacyjno-administracyjnych.
I tak, na przełomie 1921/1922 roku, w ramach komisji znajdowały się poniższe jednostki operacyjno-czekistowskie i administracyjne:
- Zarząd Tajno-Operacyjny WCzK (Siekrietno-Opieratiwnoje Uprawlenije – SOU) – jeden z najważniejszych i największych Zarządów w końcowej organizacji WCzK, można stwierdzić, że jego kontynuacją był Główny Zarząd Bezpieczeństwa Państwowego NKWD. SOU został utworzony 14 stycznia 1921 roku, naczelnikiem był Wiaczesław Mienżyński. Zadaniem Zarządu Tajno-Operacyjnego było koordynowanie i nadzorowanie działań najważniejszych jednostek (oddziałów i wydziałów) operacyjnych w strukturze WCzK. W skład SOU WCzK wchodziły:
  - Oddział Specjalny (Osobyj Otdieł – OO) – kontrwywiad w Armii Czerwonej i Marynarce Wojennej, zwalczał obce szpiegostwo i bandytyzm polityczny, nadzorował cenzurę wojskową. 6 numeracyjnymi Wydziałami specjalnymi (13, 14, 15, 16 i 17) OO kierował sam Wiaczesław Mienżyński.
  - Wydział Kontrwywiadowczy (Kontrrazwiedywatielnoje Otdielenije – KRO) – utworzony w 1921 roku (praktycznie zaczął działać jako samodzielna jednostka od 1922 roku, kiedy przywrócono mu status Oddziału (Odtieł)). Naczelnikami byli kolejno: Michaił Trilisser, który następnie przeszedł do wywiadu na naczelnika INO, oraz Artur Artuzow, który kierował KRO do 1927 roku, a następnie także przeszedł do wywiadu. Wiadomo, że Wydział posiadał sekcje m.in.: brytyjską, niemiecką, polską, francuską i białogwardyjską.
  - Oddział Tajny (Siekrietnyj Otdieł – SO) – zadania Oddziału Tajnego były typowe dla policji politycznej, odpowiadał za walkę z antyradzieckimi partiami, organizacjami i ugrupowaniami politycznymi, duchowieństwem. SO składał się z 9 bardzo prężnie działających wydziałów, a ostatnim naczelnikiem SO w strukturach WCzK był Timofiej Samsonow.
  - Oddział Zagraniczny (Inostrannyj Otdieł – INO) – naczelnik Solomon Mogilewski. Na początku grudnia 1921 roku w strukturze INO powstał wyspecjalizowany pion Wydział Zagraniczny (Zakordonnaja Czast), którym kierował z polecenia Feliska Dzierżyńskiego Michaił Trilisser; zadaniem owego wydziału było zorganizowanie nielegalnego wywiadu. Do Wydziału Zagranicznego Oddziału Zagranicznego Zarządu Tajno-Operacyjnego WCzK Trilisser ściągnął bardzo energicznych młodych oficerów, którzy w późniejszych latach odegrali ogromną rolę w wywiadzie nielegalnym i nie tylko; byli to m.in.: Siergiej Szpigelglas, Abram Słucki (późniejsi naczelnicy INO Głównego Zarządu Bezpieczeństwa Państwowego)
    - Wydział Zagraniczny składał się z 6 Sektorów:
      - Sektor północny – kraje skandynawskie (Dania, Norwegia, Szwecja) i nadbałtyckie (Litwa, Łotwa i Estonia)
      - Sektor polski – działania nielegalne na terytorium II RP
      - Sektor centralno-europejski – działania wywiadowcze z pozycji nielegalnych w takich krajach, jak Niemcy (wówczas nazywane Republiką Weimarską) lub Rzeszą Niemiecką, Francja, Włochy, Belgia oraz Wielka Brytania
      - Sektor południowoeuropejski – działania obejmowały Austrię, Czechosłowację, Węgry, Jugosławię, Bułgarię, Rumunię, Turcję, Egipt i Algier
      - Sektor wschodni – obejmujący Turcję, ówczesną Persję, rejon Kaukazu, Chiny i Japonię
      - Sektor amerykański – obejmujący działaniami USA i Kanadę.

    - W wymienionych krajach działały bardzo dobrze zakonspirowane nielegalne siatki pod przykryciem np. biur podróży lub firm handlowych. Wywiad nielegalny osiągnął ogromne sukcesy w latach 20., 30. oraz 40. XX wieku; była to tzw. era wielkich nielegałów. W organizacji INO SOU WCzK było także Biuro Wiz i Wizowe (naczelnik Nikołaj Ugarow) oraz Wydział Informacyjny (którym kierował Lew Zalin).

  - Oddział Operacyjny (Opieratiwnyj Otdieł – [Opierod]) – zorganizowany był w 14 Wydziałów, które odpowiedzialne były m.in. za obserwacje zewnętrzne, przeprowadzanie aresztowań, technika operacyjna, kartoteka, archiwum, analiza i opracowanie informacji, statystyka, prasa. Oddziałem kierowali: B. M. Futorian (1 stycznia – 19 kwietnia 1921), W. I. Chaskin (19 kwietnia – 1 lipca 1921), I. Z. Surta (1 lipca 1921 – ?).
  - Oddział Informacyjny (Informacyonnyj Otdieł – [INFO]) – opracowanie informacji i zbiorczych analiz dla kierownictwa partyjno-rządowego, od sierpnia 1921 także zajmował się cenzurą wojskową. Został utworzony na bazie Wydziału Opracowania Materiałów wydzielonego z Opieroda Oddziału Operacyjnego SOU WCzK (patrz wyżej). Na czele INFO stali kolejno: I. Stukow (28 marca – 12 sierpnia 1921), oraz Bronisław Bortnowski (Bortnowskij) (21 września 1921 – 2 lutego 1922, likwidacja WCzk).
- Zarząd Ekonomiczny (Ekonomiczeskoje Uprawlenije – EKU) – utworzony 25 stycznia 1921 roku na bazie Oddziału Ekonomicznego, wykonywał zadania, jakimi zajmowały się poprzednio Oddział do Walki z Nadużyciami Władzy oraz Oddział do Walki ze Spekulacją [patrz wyżej]. Czyli walka z sabotażem, spekulacją, korupcją oraz później zabezpieczenie sektora ekonomicznego. EKU złożony był z 15 Wydziałów problemowych, pierwszym naczelnikiem był N. W. Krylenko, a ostatnim M. K. Ichnowskij.
- Zarząd Organizacyjny (Uprawlenije Diełami – UD) – utw. 13 września 1920 roku, [patrz wyżej – organizacja 1917–1921].
- Zarząd Administracyjno-Organizacyjny (Administratiwno-Organizacyonnoje Uprawlenije – AOU) – [patrz wyżej, organizacja 1917-1921]. Naczelnicy: Gienrich Jagoda (p.o.) (lipiec – wrzesień 1921) i Stanisław Redens (do likwidacji WCzK).
- Zarząd Wojsk WCzK (Uprawlenije Wojsk WCzK) – utworzony 13 kwietnia 1921 roku. W skład Zarządu weszły m.in. istniejący od 15 lipca 1918 roku Korpus Wojsk WCzK, Oddział Straży Granicznej (Otdieł Pogranicznoj Ochrany – OO). Naczelnikami byli kolejno: Wasilij Korniew, Michaił Rozen, S. S. Filippow, Porfirij Studienikin i Ferenc Pataki.
- Oddział Specjalny (Kryptologiczny) (Spiecyalnyj Otdieł) – utworzony 28 stycznia 1921 roku; od zadań, jakie wykonywał, należały kryptografia i szyfry. Początkowo na innych oddziałach WCzK spoczywało zbieranie i zdobywanie wywiadowczych materiałów dotyczących zagadnień szyfrowych. Nieformalnie podlegał Kolegium Komisji WCzK, naczelnikiem oddziału był ówczesny członek Kolegium Komisji Gleb Bokij, który po utworzeniu NKWD ZSRR kierował od 10 lipca 1934 do 16 maja 1937 roku jednostką o tych samych zagadnieniach, Oddziałem Specjalnym (Tajno-Szyfrowym) Głównego Zarządu Bezpieczeństwa Państwowego następnie Oddziałem 9 Głównego Zarządu Bezpieczeństwa Państwowego.
- Oddział Transportowy (Transportnyj Otdieł) – [patrz wyżej: organizacja 1917–1921 – Oddział Kolejowy – Żeledznodorożnyj Otdieł]. Oddziałem od 21 listopada 1920 do 6 lutego 1922 roku, czyli do likwidacji WCzK kierował Gieorgij Błagonrawow.
- Oddział Zaopatrzenia (Otdieł Snabżenija)
- Oddział Śledczy (Sledstwiennaja Czast) [patrz wyżej: org. 1917–1921]. Naczelnik Władimir Feldman (18 stycznia 1921 – 6 lutego 1922)
- Wydział Specjalny (Ochrony) (Spiecyalnoje Otdielenije) – ochrona władz, kierownictwa partii i rządu.

## Likwidacja CzeKi i powołanie GPU przy NKWD RFSRR
Ze względu na wrogość społeczeństwa Rosji sowieckiej wobec CzeKa i złej reputacji, na którą ciężko zapracowała podczas czasu tzw. czerwonego terroru, a głównie ustabilizowanie się władzy bolszewickiej i w większości opanowanie sytuacji wewnętrznej w kraju, na IX Wszechrosyjskim Zjeździe Rad 28 grudnia 1921 ogłoszono decyzję o rozwiązaniu Nadzwyczajnej Komisji do Walki z Kontrrewolucją i Sabotażem, a w miejsce CzeKa powołano nową instytucję o tym samym zakresie działań pod nazwą Państwowy Zarząd Polityczny (GPU) i podporządkowano ją pod Ludowy Komisariat Spraw Wewnętrznych (NKWD) RFSRR.
Zmiana miała charakter propagandowo-kosmetyczny wobec zachowania przez GPU uprawnień CzeKa i przejęcie w całości aparatu i kadr Czeki. Instytucję powołano formalnie 2 lutego 1922 pod pełną nazwą Państwowy Zarząd Polityczny przy Ludowym Komisariacie Spraw Wewnętrznych Rosyjskiej Federacyjnej Socjalistycznej Republiki Radzieckiej (ros: Государственное Политическое Управление при НКВД РСФСР), powszechnie określaną akronimem GPU.